# ウスタレカメレオン
ウスタレカメレオン (Furcifer oustaleti) は、カメレオン科に分類される大型のカメレオン。別名ジャイアントカメレオン。マダガスカルの固有種であるが、ケニアのナイロビ近郊や、アメリカ合衆国のマイアミ・デイド郡に導入されている。人間の集落付近など、幅広い環境に生息するが、原生林の奥地では稀。

## 分類と名称
本種はマダガスカルの乾燥地域から湿潤地域まで、非常に幅広い環境に生息している唯一のカメレオンである。カーペットカメレオンも広く分布すると考えられていたが、現在は数種に分かれている。体色やサイズに変異があり、数種に分けられるのかどうかは議論の余地がある。
属名はラテン語で「二股」を意味し、手足の形状に由来する。種小名はフランスの生物学者であるÉmile Oustaletへの献名。

## 分布と生息地
マダガスカルの固有種であり、島全体に分布している。乾燥した落葉樹林、湿った常緑樹林、山地のサバンナ、荒れた森林、農地、都市など、幅広い環境に生息する。森の奥深くでは珍しい。

## 形態
全長は最大68.5 cmであり、これはカメレオン科で最大である。パーソンカメレオンやメラーカメレオンはさらに大型化するという主張もあるが、正式な記録は無い。ウスタレカメレオンは比較的細身であり、体重はパーソンカメレオンの方が重い。ウスタレカメレオンの雄の体重は通常400 - 500 gであり、さらに低い場合もある。また雌はさらに軽く、全長も最大で40 cm程度である。頭部は丸い兜のように発達している。背中には細かいクレストが並んでおり、腹側の正中線上にさらに小さなクレストが並んでいる。
雄は樹木と同じ灰褐色や褐色で、足や腹部がオレンジ色になる個体もおり、白い不規則な斑模様や鹿の子模様が入ることもある。雌は雄よりも体色変異が多く、黒褐色に白や黄色、灰色、黄緑、青灰色など様々な色の斑模様が入り、瞼が青色になる個体もいる。

## 生態

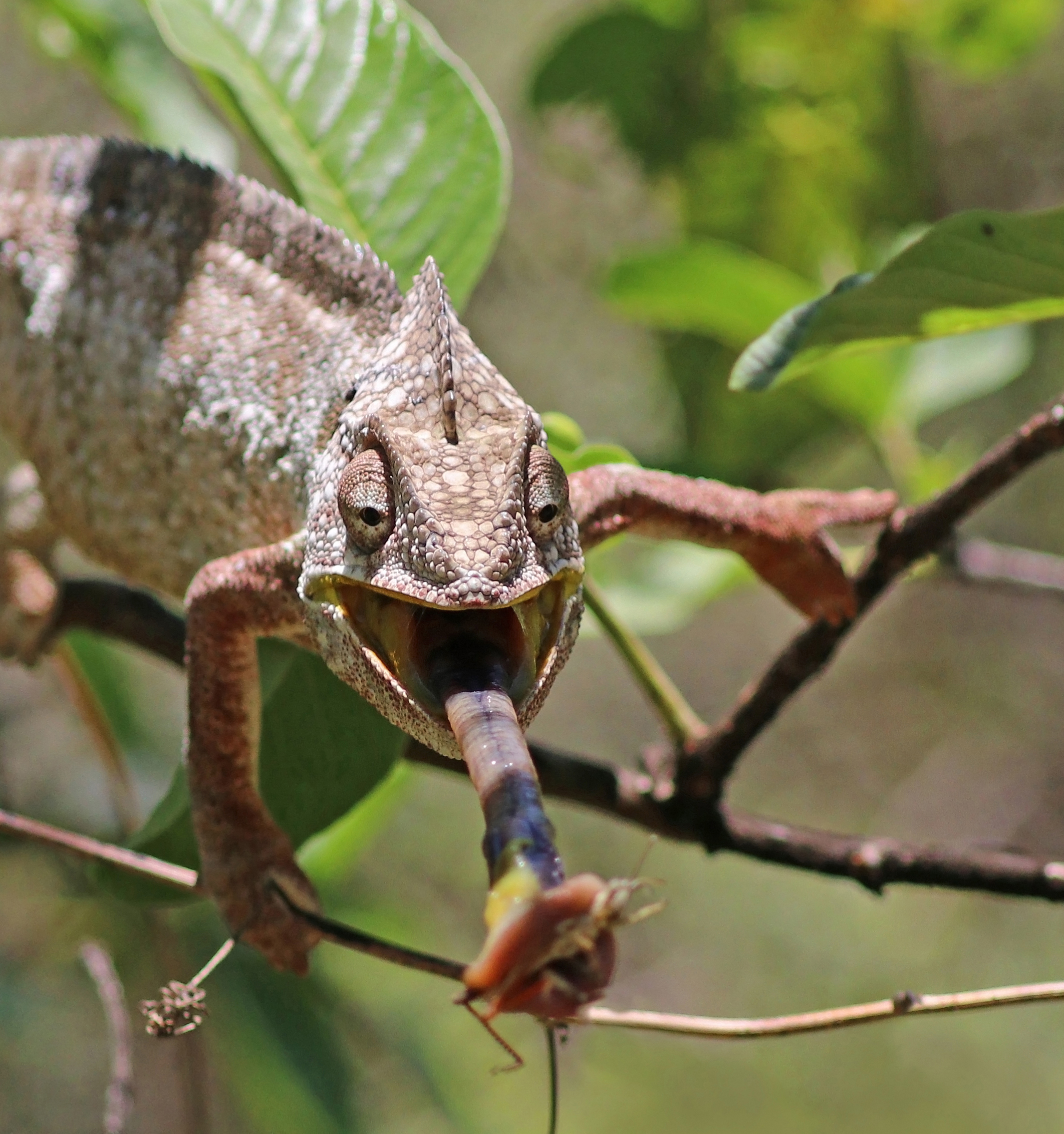
虫を捕まえる様子

昆虫や小鳥、小型の爬虫類などを食べ、かつては肉食性であると考えられていた。しかし実際は雑食性であり、果実を食べることもある。Grangeria 属、Chassalia 属、Malleastrum 属の果実を食べており、雨季にも摂食しているため、水分補給が目的では無いと考えられている。通常動物は長い舌で捕らえ、果実には直接噛み付くが、時折珍しい行動が観察されている。枝を前肢で掴んで引き寄せ、果実を食べる行動が知られており、このように前肢を摂食に使う爬虫類は、一部のオオトカゲ科の種と、ナマクアカメレオンのみである。ナマクアカメレオンは本種と同様に、植物を摂食することがある。性格は温厚で、カメレオンの中では知能が高く、周囲をよく観察している。基本的に単独行動である。卵生であり、交尾の40日後に20 - 40個の卵を産む。

## 人間との関わり
ペットとして流通しており、年間2000匹ほどの野生個体が取引されている。病気を媒介するネズミを捕食するため、現地では庭で放し飼いにされ、ネズミ捕りの役割を担っている。